# Eduard Ferrés i Puig
Pour les articles homonymes, voir Ferres et Puig.
Eduard Ferrés i Puig, né à Vilassar de Mar le 20 août 1872 et mort à Barcelone le 24 juin 1928, est un architecte catalan du courant moderniste et noucentiste.

## Biographie
Il est diplômé de l'Université de Barcelone le 31 juillet 1897. Il est nommé respectivement architecte municipal des villes de Mataró (1898), Premià de Dalt (1901), Vilassar de Mar (1902), Premià de Mar (1904) et Canet de Mar (1908).
En 1915, il reçoit le prix d'architecture de la Ville de Barcelone.
Il est également caricaturiste de la revue satirique catalane ¡Cu-Cut!, sous le pseudonyme de « Feréstech ».
Il est l'architecte de l'Hôtel Palace de Madrid, de l'immeuble Can Damians et de l'Hôtel Ritz de Barcelone, fondé en 1919 par César Ritz sur la Gran Via de les Corts Catalanes, dans le quartier de l'Eixample.

## Postérité
Une avenue de Vilassar de Mar, ville dont il crée l'entrée moderniste du cimetière, et une rue de Canet de Mar, sont nommées en sa mémoire.

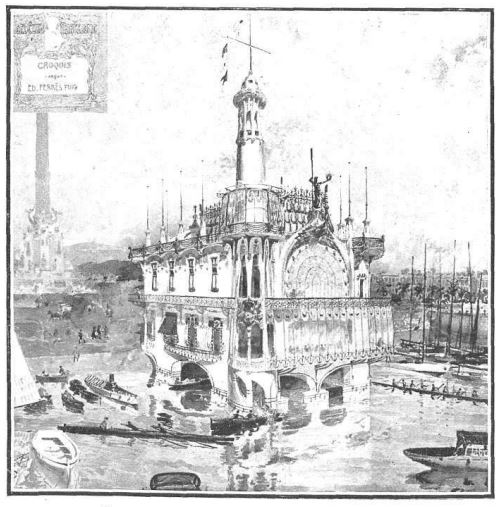
Projet non réalisé du bâtiment du Royal Club de Régates de Barcelone.